# Радіохвиля (фільм)
«Радіохвиля» (англ. Frequency) — фільм 2000 року режисера Ґреґорі Гобліта. Сценарій написав Тобі Еммеріх. Головні ролі виконують Денніс Квейд і Джеймс Кевізел.

## Синопсис
Поліціянт Джон Салліван випадково зв'язується по аматорській радіостанції зі своїм покійним батьком, пожежником Френком Салліваном, що помер під час гасіння пожежі багато років тому…

## У ролях
| • Денніс Квейд     | … | Френк Салліван       |
| • Джеймс Кевізел   | … | Джон Салліван        |
| • Андре Брауер     | … | Сетч Де Леон         |
| • Елізабет Мітчелл | … | Джулія Салліван      |
| • Шон Дойль        | … | Джек Шепард          |
| • Ноа Еммеріх      | … | Ґордон Герш          |
| • Мелісса Ерріко   | … | Саманта Томас        |
| • Пітер Макніл     | … | Бутч Фостер          |
| • Майкл Сера       | … | Ґордон Герш-молодший |
| • Марін Гінкль     | … | Сісі Кларк           |

## Виробництво
Фільм отримав зелене світло 21 січня 1999 року. 1997 року стало відомо, що Сільвестр Сталлоне мав грати Френка Саллівана, але угода не здійснилася через суперечки про гонорар актора. Також були чутки, що Ренні Гарлін міг стати режисером фільму. Ґреґорі Гобліт вперше прочитав сценарій в листопаді 1997 року, через вісімнадцять місяців після смерті батька. У інтерв'ю 2000 року незабаром після американського релізу «Радіохвилі», Гобліт описав фільм як «високий ризик», оскільки через проєкт пройшло вже декілька режисерів, в тому числі один з яких, мав удвічі більший бюджет. У тому ж інтерв'ю режисер згадав про іншу складність — пошук акторів на головні ролі. Гобліт зрозумів, що для ролі Френка Саллівана потрібен досвідчений актор, і вибрав Денніса Квейда.

## Реліз

### Реліз для домашнього перегляду
Фільм було випущено на VHS 3 квітня 2001 року і на DVD 31 жовтня 2000 року. На Blu-ray він вийшов 10 липня 2012 року.

## Сприйняття

### Касові збори
Прем'єра «Радіохвилі» відбулася у 2621 кінотеатрі. За перший вікенд касові збори склали 9 млн доларів. У підсумку, фільм зібрав у прокаті 45 мільйонів доларів на внутрішньому ринку і $23,1 млн на інших територіях. У всьому світі збори склали 68,1 млн доларів.

## Телесеріал
У 2016 році канал The CW запустив виробництво телесеріалу-перезапуску, який дотримується сюжету оригіналу досить близько. Джон Салліван в серіалі замінений на жіночий аналог Реймі Салліван, яку зіграє Пейтон Ліст. Френк Салліван в цьому проєкті вже не пожежник, а поліціянт. Прем'єра серіалу «Радіохвиля» відбулася 5 жовтня 2016 року.